# Tiarlelo
Tiarlelo (Tirlelo, Tiar Lelo, Ciar Lelo) ist ein osttimoresischer Suco im Verwaltungsamt Atsabe (Gemeinde Ermera).

## Geographie

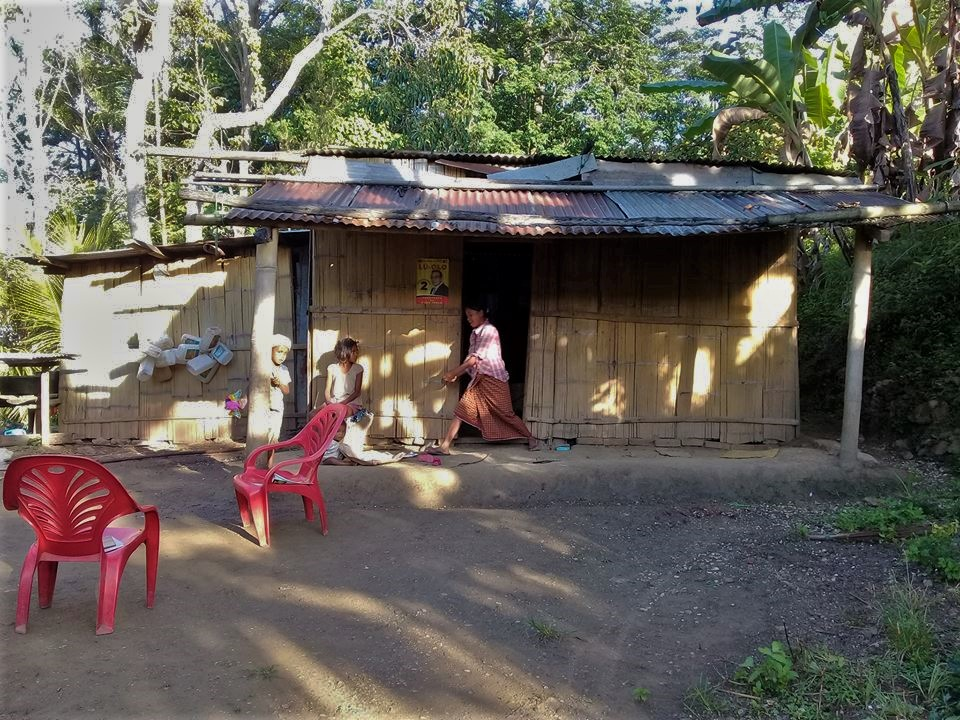
Wohnhaus in Tiarlelo (2017)

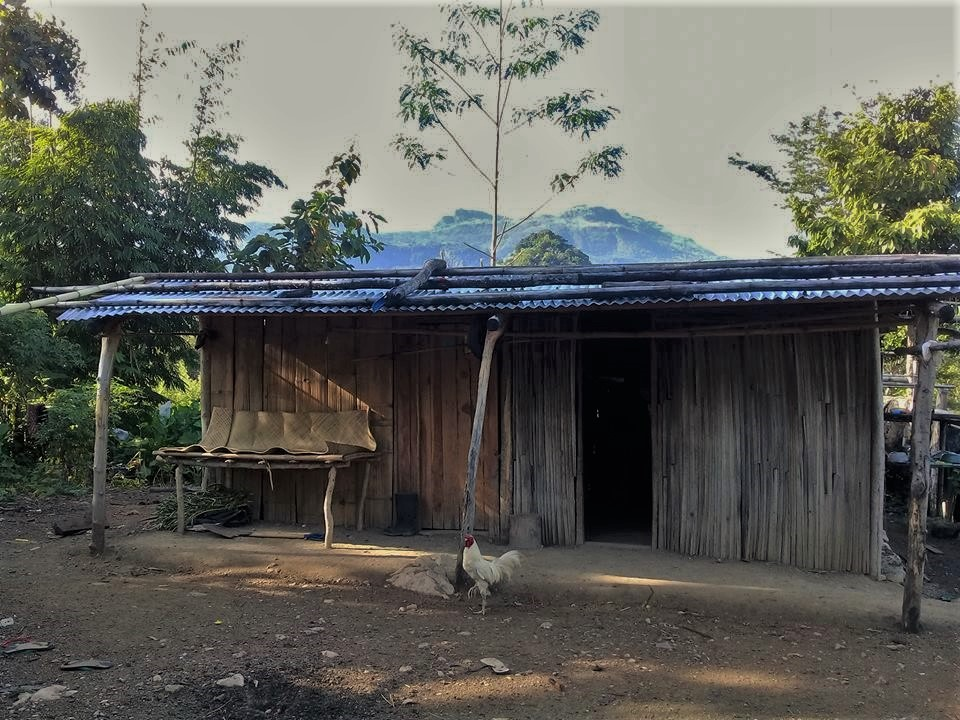
Wohnhaus in Tiarlelo (2017)

Der Suco liegt im Nordwesten des Verwaltungsamts Atsabe. Nördlich liegt der Suco Leimea Leten, östlich der Suco Malabe, südöstlich der Suco Atara, südlich der Suco Batu Mano und westlich der Suco Laubono. Die Grenze zu Leimea Leten bildet der Fluss Magapu, die Grenze zu Laubono und Batu Mano der Baluani in den der Magapu mündet. Es sind Nebenflüsse des Lóis.
Tiarlelo hat eine Fläche von 8,36 km² und teilt sich in die drei Aldeias Tiarlelo-Ilat, Cotabot (Kota Bot) und Soilacudu.
Der Ort Tiarlelo liegt im Osten des Sucos, auf einer Meereshöhe von 1104 m. Hier befindet sich die Grundschule des Sucos, die Escola Tiarlelo. Tiarlelo bildet das kulturelle Zentrum von Atsabe, da hier der Koronel bote der Region lebte. Allerdings werden die Koronel bote dieser Familie in einigen mündlichen Überlieferungen als Usurpatoren bezeichnet, welche die Herrschaft von Laclo und Leimea übernahmen.
Neben Tiarlelo im Osten befindet sich im Suco noch das Dorf Lebutilau im Nordwesten.

## Einwohner
In Tiarlelo leben 532 Einwohner (2022), davon sind 277 Männer und 255 Frauen. Im Suco gibt es 90 Haushalte. Über 97 % der Einwohner geben Kemak als ihre Muttersprache an. Minderheiten sprechen Bunak oder Tetum Prasa.

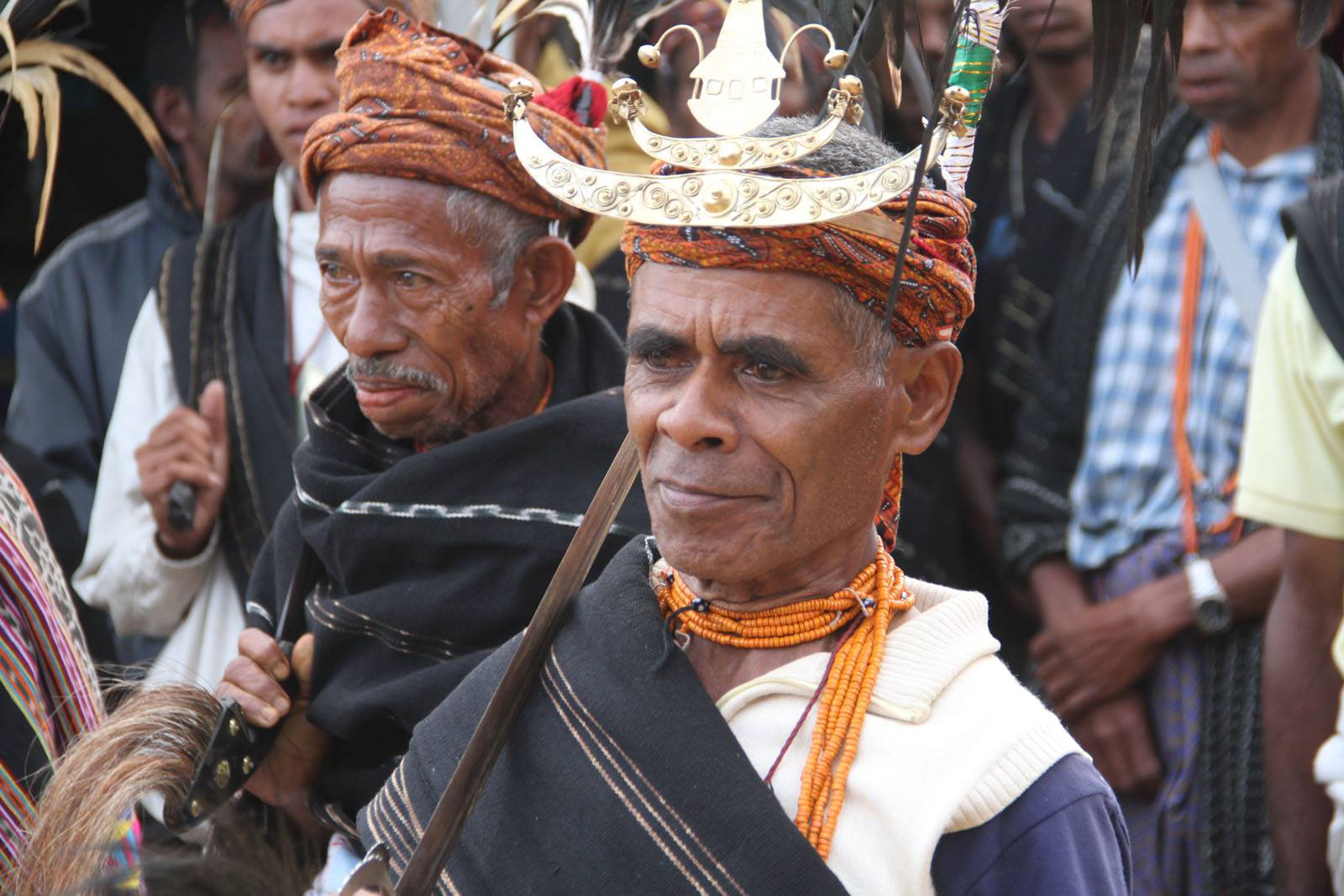
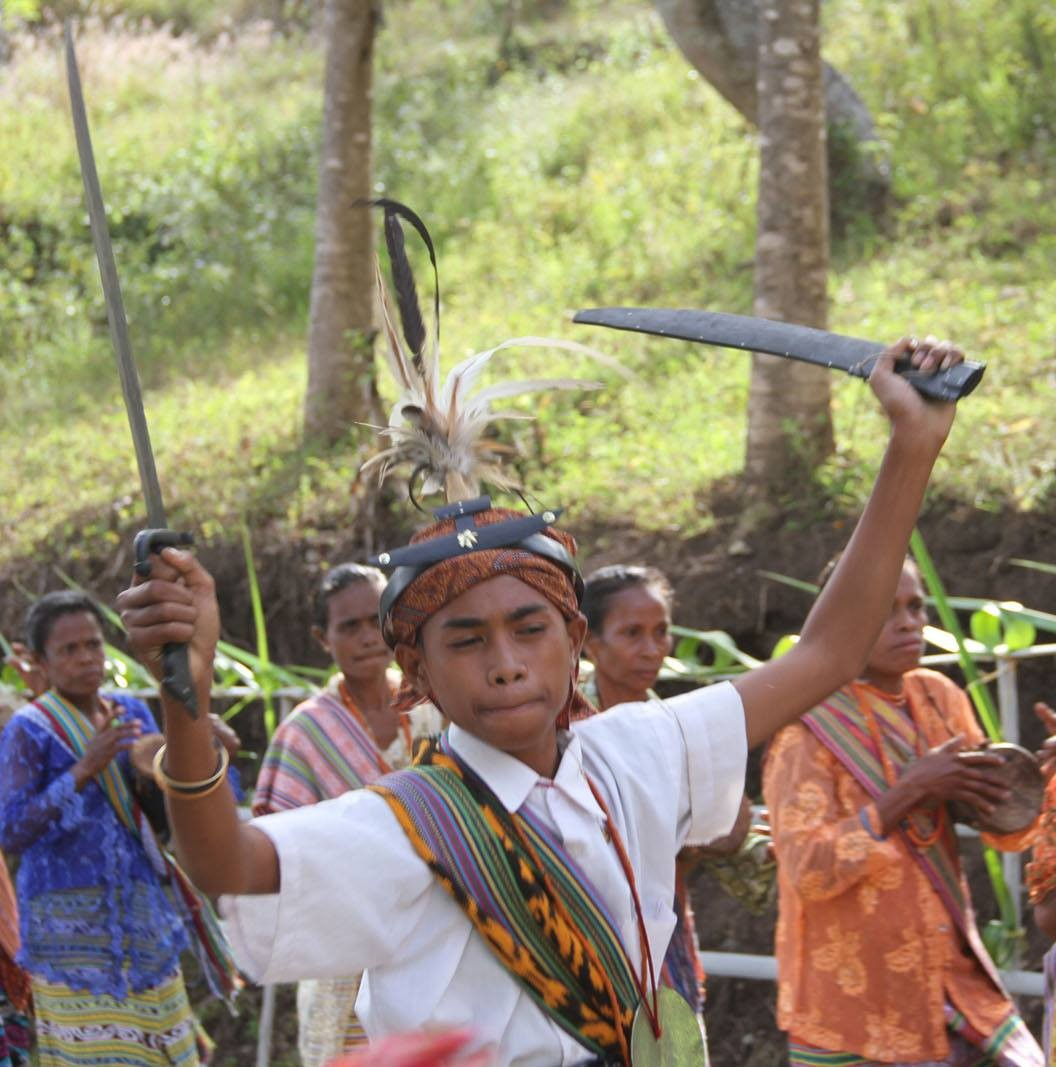
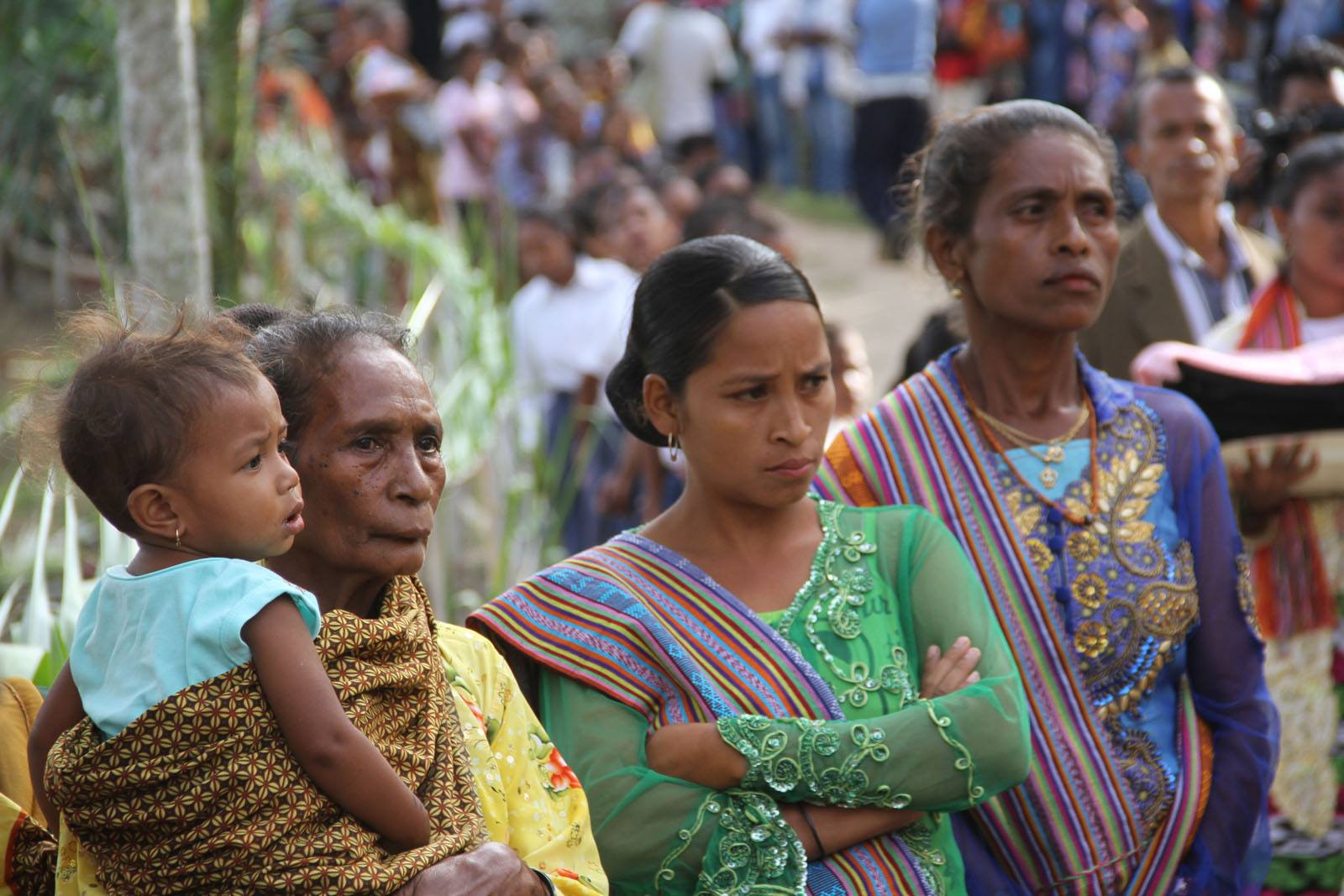
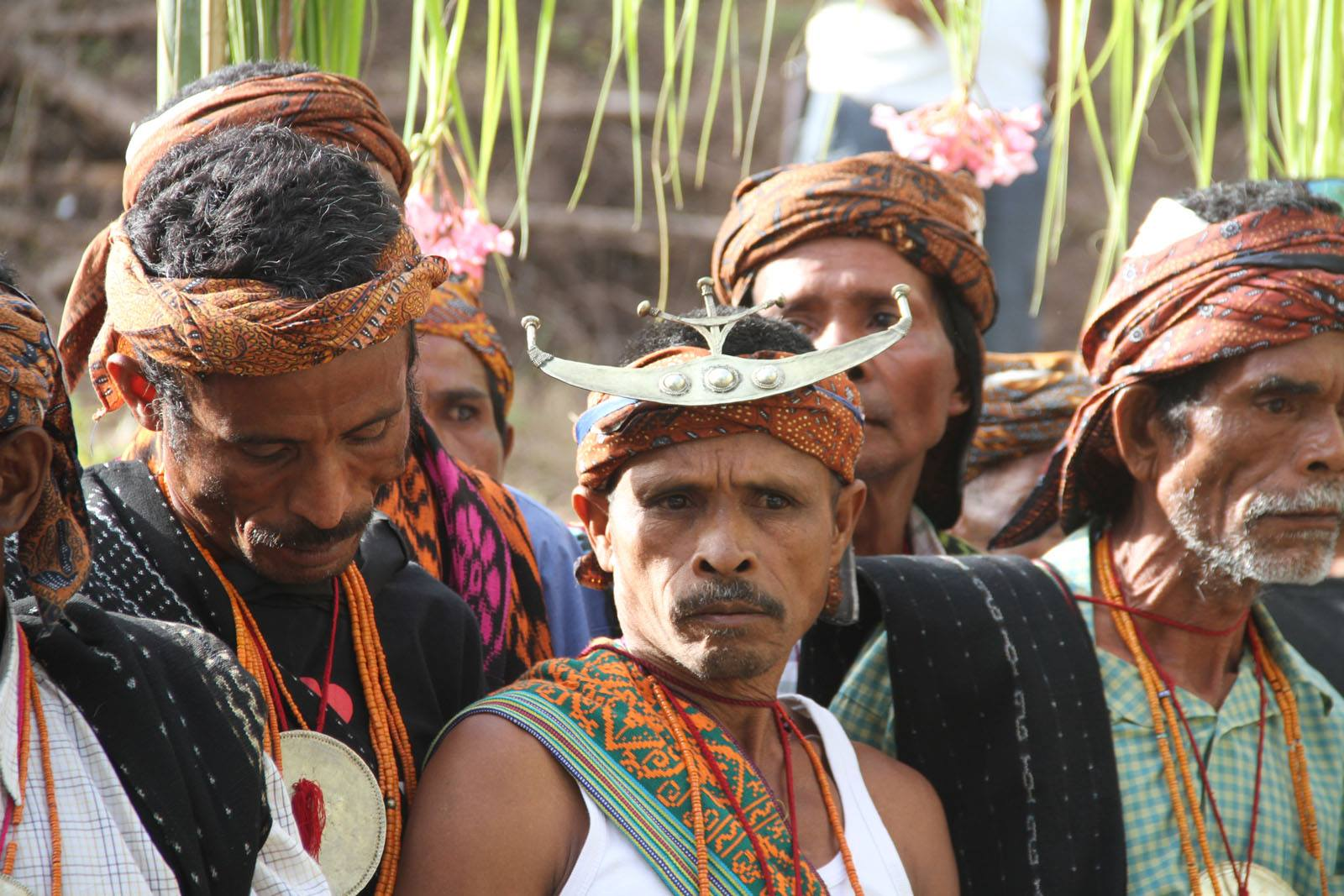
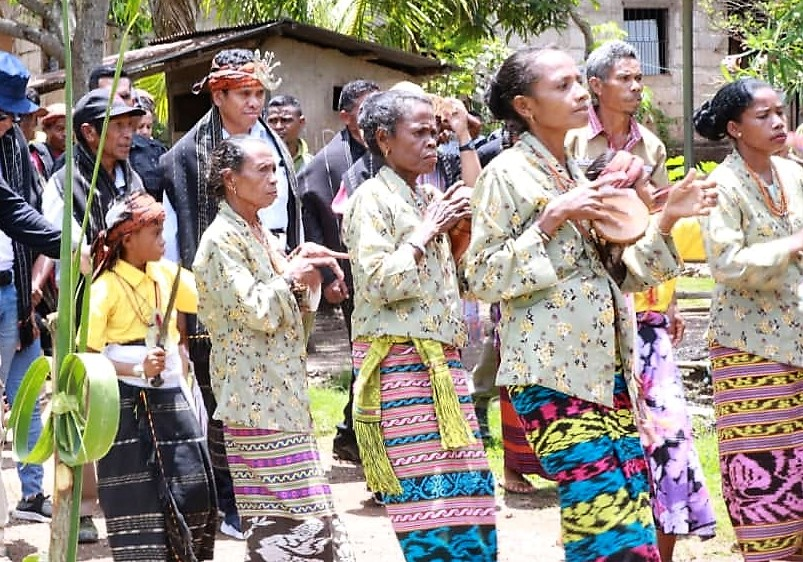

## Geschichte

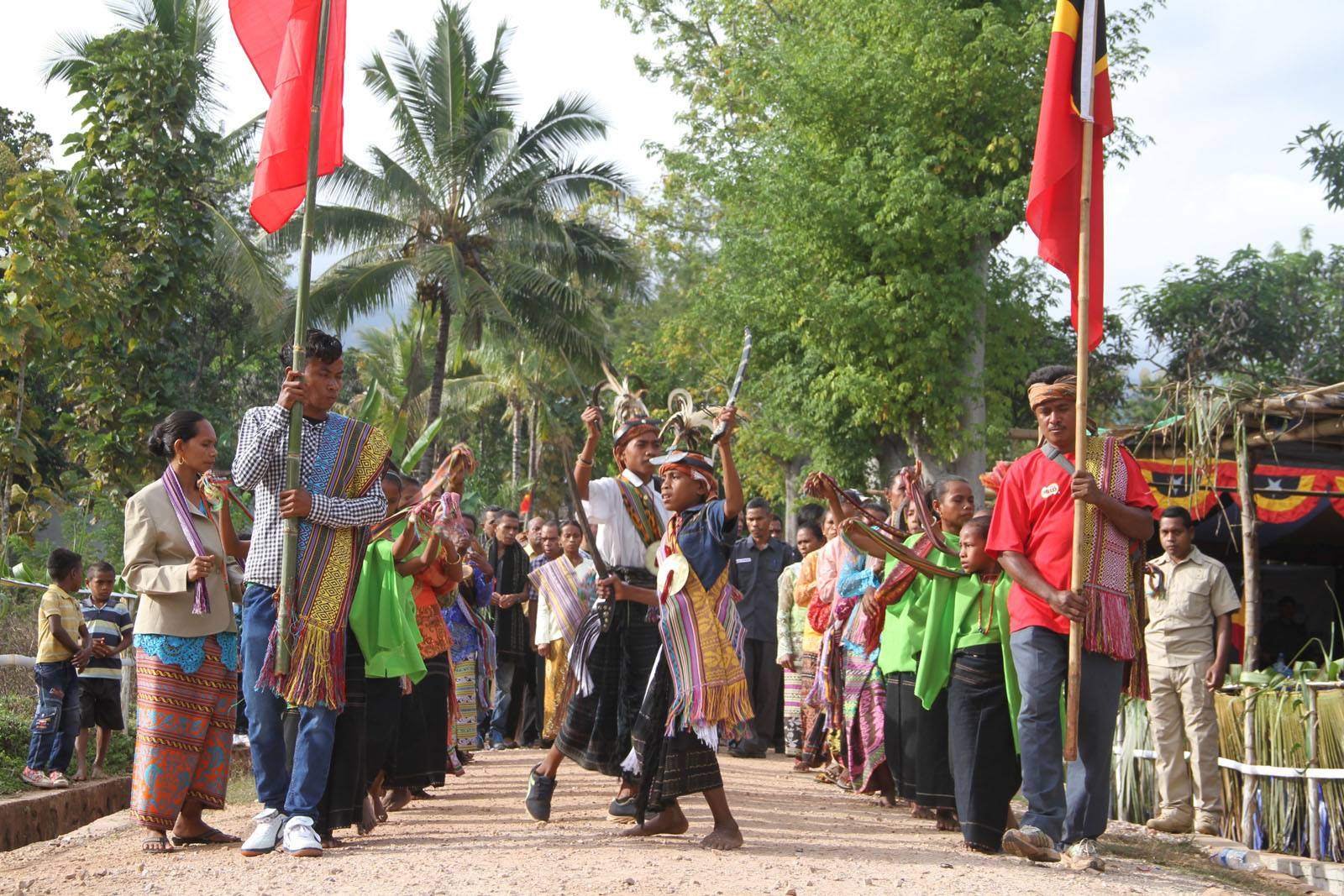
Feierlichkeiten in Tiarlelo (2016)

Anfang Januar 2003 wurden Tiarlelo und Laubono von bis zu 15 mit Sturmhauben maskierten Banditen mit automatischen Waffen und alten indonesischen Uniformen überfallen, 25 km von der Grenze zu Indonesien entfernt. Drei Menschen wurden getötet und fünf verletzt. Die Verteidigungskräfte Osttimors schickten daraufhin 180 Soldaten für Polizeiaufgaben in die Region. Mitglieder von Colimau 2000 – einer Organisation, die von ehemaligen im Untergrund arbeitenden Jugendaktivisten gegründet wurde – wurden beschuldigt, in die Überfälle verwickelt gewesen zu sein, bei denen insgesamt sieben Menschen starben. Massenverhaftungen folgten, doch von den Gerichten wurden alle Verdächtige wieder freigelassen.

## Politik

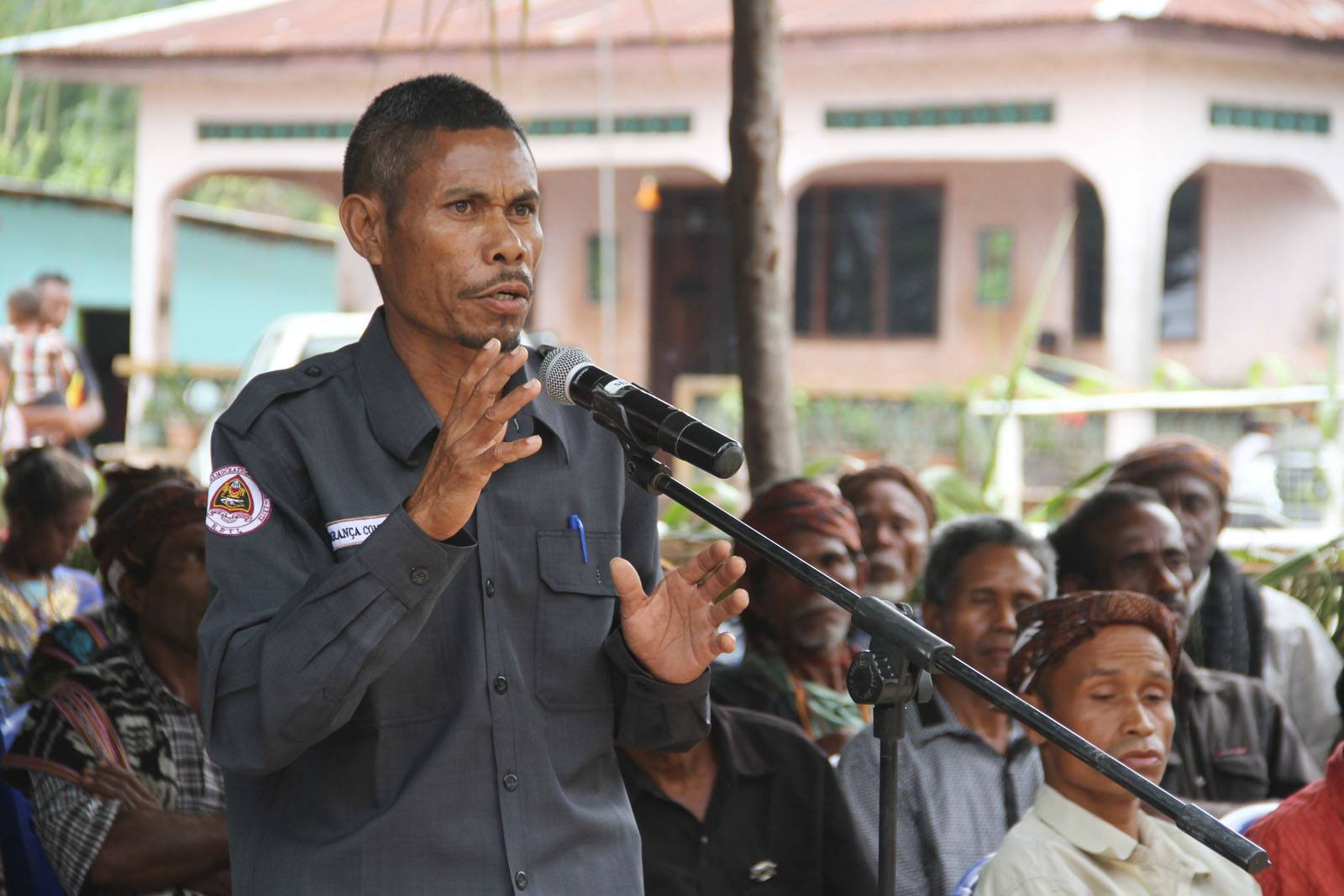
Miguel dos Santos (2016)

Bei den Wahlen von 2004/2005 wurde Miguel dos Santos zum Chefe de Suco gewählt und 2009 und 2016 in seinem Amt bestätigt.